# Ravenscar
Ravenscar is een klein plaatsje in North Yorkshire, Engeland. In het begin van de 20e eeuw is de naam Peak vervangen door Ravenscar. Het kleine plaatsje ontleent haar meeste bekendheid aan het hotel Raven Hall, dat gesitueerd is op de top van een klif, recht boven de zeekust. Het hotel is gevestigd in het historische Raven Hall. Het huidige gebouw is gebouwd in 1774 maar er zijn verwijzingen naar Peak House in documenten uit 1540, en daar wordt vermeld dat het huis staat op de plek van een vijfde-eeuws fort. Het landgoed uit 1774 was lange tijd de vakantiewoning van Captain William Childs of London, die tevens eigenaar was van de lokale aluin industrie. Het landgoed wisselde diverse keren van eigenaar. Een van de laatste eigenaren die het als eigen woning gebruikte was William Hammond die het in 1845 overnam. Hammond kwam uit Londen maar voelde zich snel thuis en spande zich op diverse fronten in voor de omgeving en haar bewoners. Bij de aanleg van een spoorlijn tussen Scarborough en Whitby was hij directeur van de bouw en zorgde voor een station bij het landgoed. Hij eiste echter wel dat de spoorlijn niet over zijn grond zou rijden, maar ondergronds door een tunnel. Hammond mocht de opening van de spoorlijn niet meemaken, hij overleed drie maanden voor de opening ervan. Nadat in 1890 ook de weduwe van Hammond overleed verkochten de dochters het landgoed aan de Peak Estate Company die het ging gebruiken als vakantiebestemming voor betalende gasten. In 1898 werd het complex grondig uitgebreid en werd de golfbaan aangelegd. In 1911 ging de eigenaar Peak Estate Company failliet en het hotel kwam onder de hamer. Vanaf 1911 is er weinig vastgelegd over de geschiedenis van het complex. Het complex veranderde nog enkele keren van eigenaar. In 1961 kwam het in handen van de familie Gridly totdat zij het in 2001 verkochten aan Epworth Hotels..

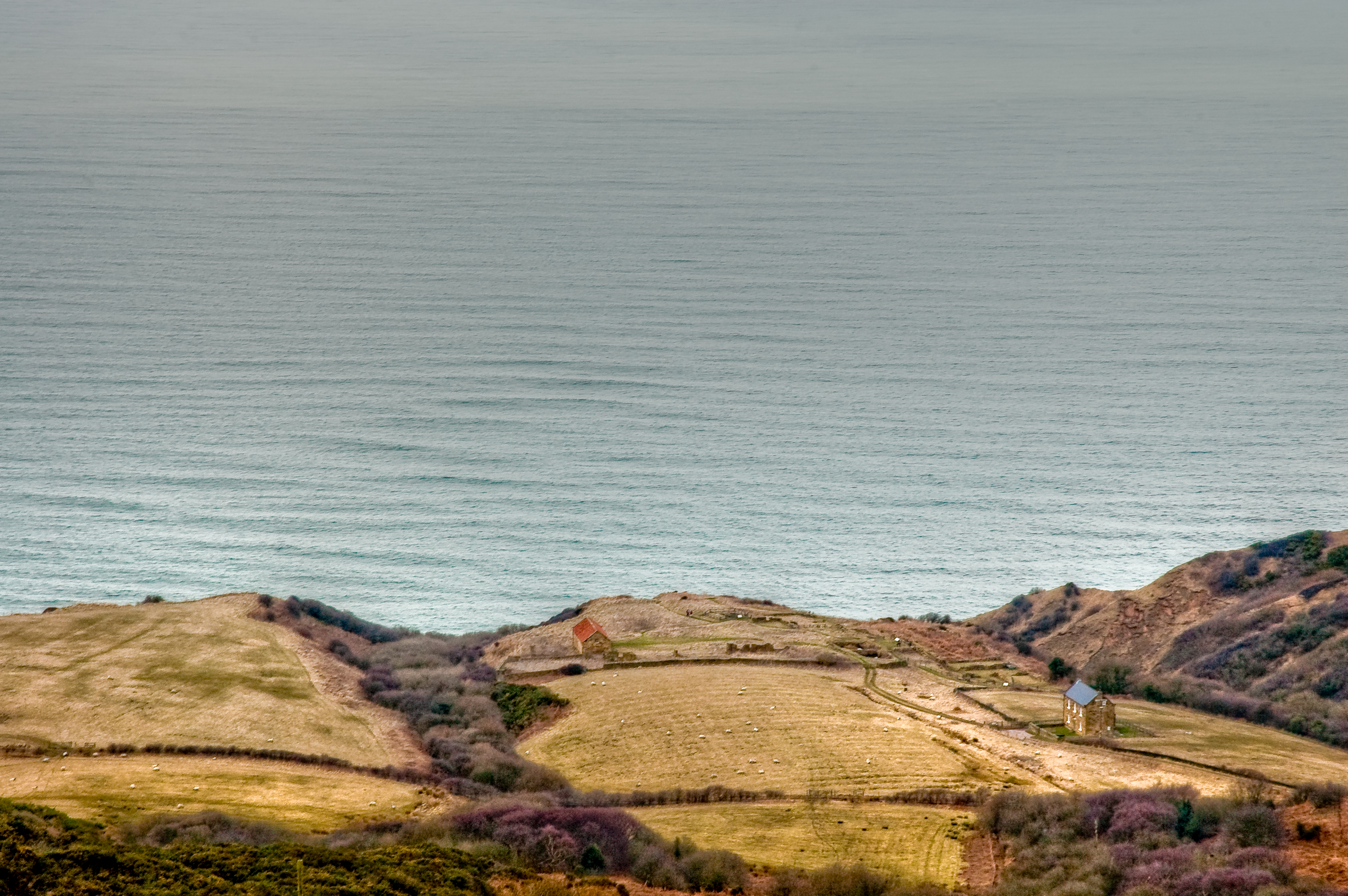
Ravenscar van bovenaf
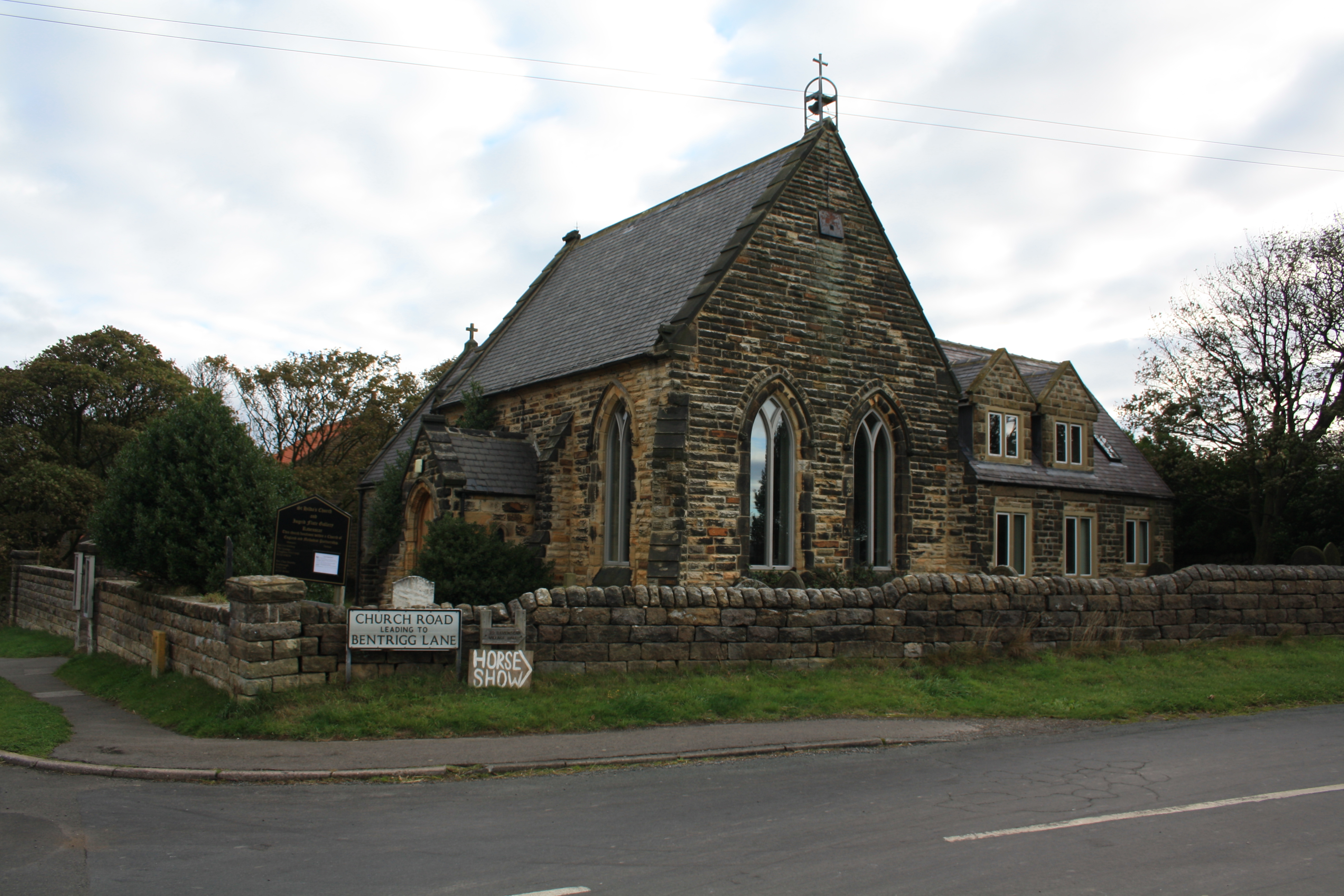
Kerk van St Hilda
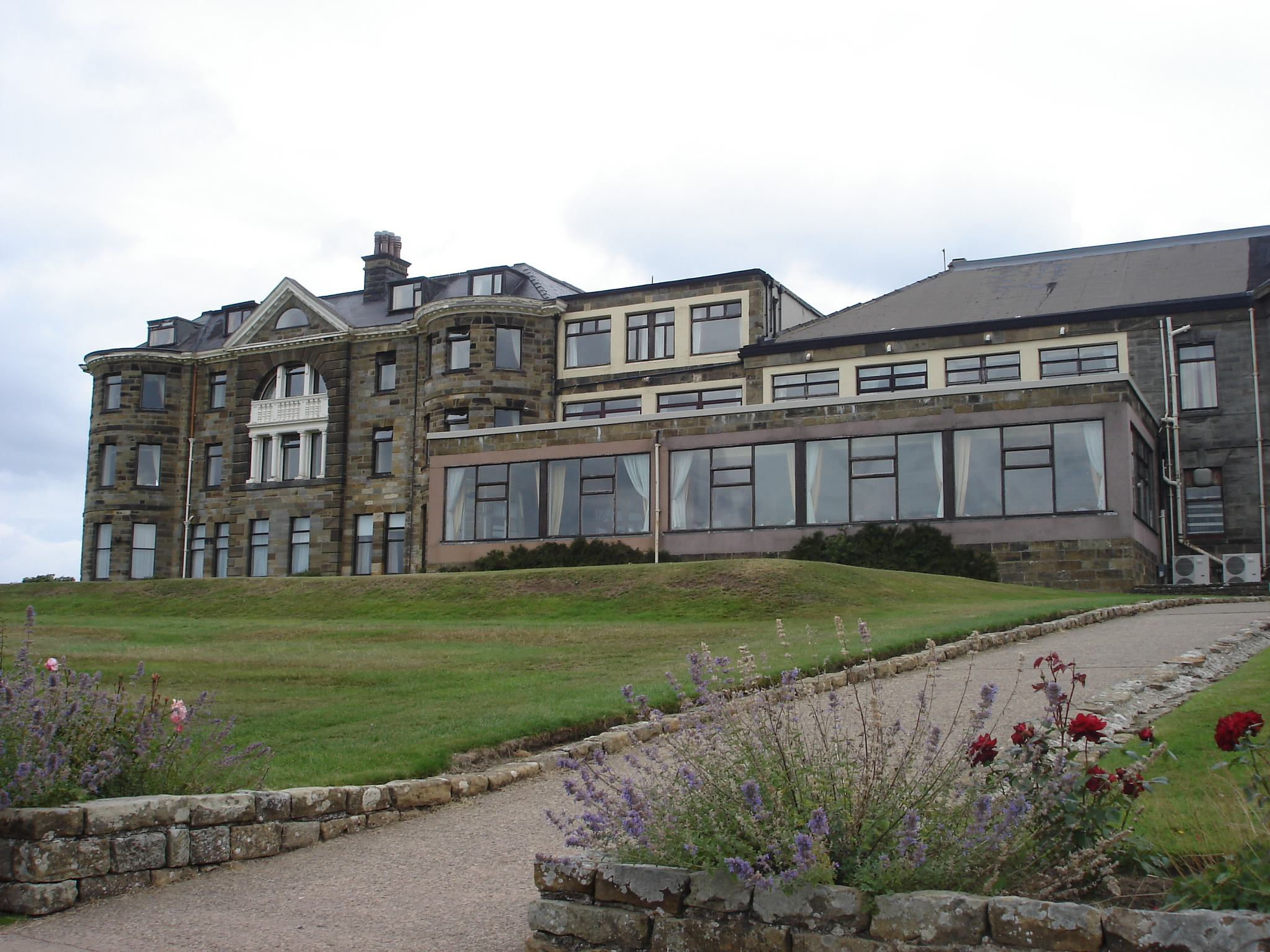
Hotel van Ravenscar

## Toerisme
Het hotel vormt een opvallend oriëntatiepunt: zowel vanaf de kust of strand als vanaf zee is de hoge en steile rots met boven op het hotel een duidelijk herkenningspunt. Door de ligging van het hotel, vlak aan de rand van de verticale klif die uit zee oprijst, biedt het hotel zelf een fraai uitzicht over de zee en de kustlijn.
Vanaf Raven Hall kan gewandeld worden naar het nabijgelegen Robin Hood's Bay. Wandelaars kunnen kiezen uit een route over het strand of een route bovenaan de kliffen. Deze route volgt soms het pad van de vroegere kust-spoorlijn. Enkele decennia geleden moest dit traject gesloten worden omdat de veiligheid van het spoor niet langer gegarandeerd kon worden. Door erosie kalfden de rotsen langs de kust af en bedreigden het spoor.
Een veel gekozen wandeling is een tochtje Ravenscar en terug vanuit Robin Hood's Bay (of andersom) waarbij de heenweg de ene route volgt en de terugweg de andere; waarbij het getij de keuze bepaalt. Alleen met vallend water of eb is de route langs het strand veilig. Bij opkomend water bestaat het risico ingesloten te worden door het water: op bepaalde stukken langs de route verdwijnt het hele strand onder water, en door de steile kliffen is het niet overal mogelijk om het strand te verlaten.